# أوليفير نورود
أوليفير نورود (بالإنجليزية: Oliver Norwood) (12 أبريل 1991 المملكة المتحدة - ) هو لاعب كرة قدم بريطاني، يلعب كلاعب وسط، شارك في بطولة أمم أوروبا 2016.

## روابط خارجية
- أوليفير نورود على موقع الاتحاد الأوربي (الإنجليزية)
- أوليفير نورود على موقع قاعدة بيانات كرة القدم.إي يو (الإنجليزية)
- أوليفير نورود على موقع ناشيونال فوتبول تيمز (الإنجليزية)
- أوليفير نورود على موقع Soccerbase.com (لاعب) (الإنجليزية)
- أوليفير نورود على موقع Soccerway.com (الإنجليزية)
- أوليفير نورود على موقع عالم كرة القدم.نت (الإنجليزية)
- أوليفير نورود على موقع AS.com (الإسبانية)